# Verksförordning
Verksförordning var en särskild förordning som gällde generellt för statens myndigheter i allmänhet. Den gällde härvid främst för myndigheter under regeringen (om icke riksdagens myndigheter avses enligt 8 kapitlet 13 § tredje stycket i 1974 års regeringsform). Denna förordning gällde dock i den omfattning som regeringen föreskrev i myndighetens instruktion eller i någon annan förordning, vilket kan betyda att verksförordningen inte gäller i något särskilt avseende. Numera är lagen upphävd och ersatt med myndighetsförordningen (2007:515).